# ブリンぶりん家
『ブリンぶりん家』（ブリンぶりんや）は、2004年4月4日から9月26日まで、毎日放送テレビ（MBSテレビ）と共同テレビの共同製作により、TBS系列で毎週日曜7:00 - 7:30（JST）から放送されていたテレビ番組。

## 概要
『道浪漫』の終了により、日曜7時30分枠から移動する形で開始した。中学生を対象とした本格情報番組。番組は放送時間の前半ではアニメ、後半では出演者によるトークで構成されていた。

## 出演者
- ジョージ・ウィリアムス
- 青木さやか
- 上原奈美
- ナレーション：秋元羊介

## 番組内アニメ
- のってけエクスプレッツ
- じゃがいぬくん（わずか25回で終了）
- ポストペットモモ便
- スウィート・ヴァレリアン